# مونيكا (ممثلة)
مونيكا هي ممثلة هندية، ولدت في 25 أغسطس 1987 في الهند.

## وصلات خارجية
- مونيكا على موقع IMDb (الإنجليزية)
- مونيكا على موقع قاعدة بيانات الفيلم (الإنجليزية)